# Jelica
Jelica (do 2009 Jedlica) – wieś w Polsce położona w województwie łódzkim, w powiecie piotrkowskim, w gminie Łęki Szlacheckie.
W latach 1975–1998 miejscowość administracyjnie należała do województwa piotrkowskiego.
Do 1 stycznia 2009 wieś nosiła nazwę Jedlica.